# سباستین کواتس
سباستین کواتس نیون (اسپانیایی: Sebastián Coates Nión‎؛ زاده ۷ اکتبر ۱۹۹۰) بازیکن فوتبال اهل اروگوئه است که برای باشگاه فوتبال ناسیونال در پست مدافع میانی در لیگ دسته اول فوتبال اروگوئه بازی می‌کند.